# Wilhelm I, principe de Hessen
Wilhelm I, Elector de Hesse (germană Wilhelm I.,  Kurfürst von Hessen; 3 iunie 1743 – 27 februarie 1821) a fost fiul lui Frederic al II-lea, Landgraf de Hesse-Cassel și a Prințesei Mary a Marii Britanii.

## Biografie

### Primii ani
Wilhelm s-a născut la Kassel, Hesse în 1743. Tatăl lui, landgraful Frederic al II-lea (care a murit în 1785), și-a abandonat familia în 1747 și a revenit la catolicism. În 1755 el a anulat oficial mariajul. Bunicul lui Wilhelm, landgraful Wilhelm a acordat principatul de Hanau, pe care îl achiziționase recent, nurorii și nepoților săi. Tehnic, tânărul Wilhelm a devenit prinț conducător de Hanau, sub regența mamei sale. Wilhelm împreună cu doi frați mai mici au locuit cu mama lor, Prințesa Mary, care era a patra fiică a regelui George al II-lea al Marii Britanii.
 
Din 1747 au fost susținuți de către rudele protestante și s-au mutat în Danemarca. Acolo au locuit cu sora mai mică a mamei lor, Louise, regină a Danemarcei și Norvegiei, și cu familia acesteia; Louise a murit în 1751.

### Căsătorie

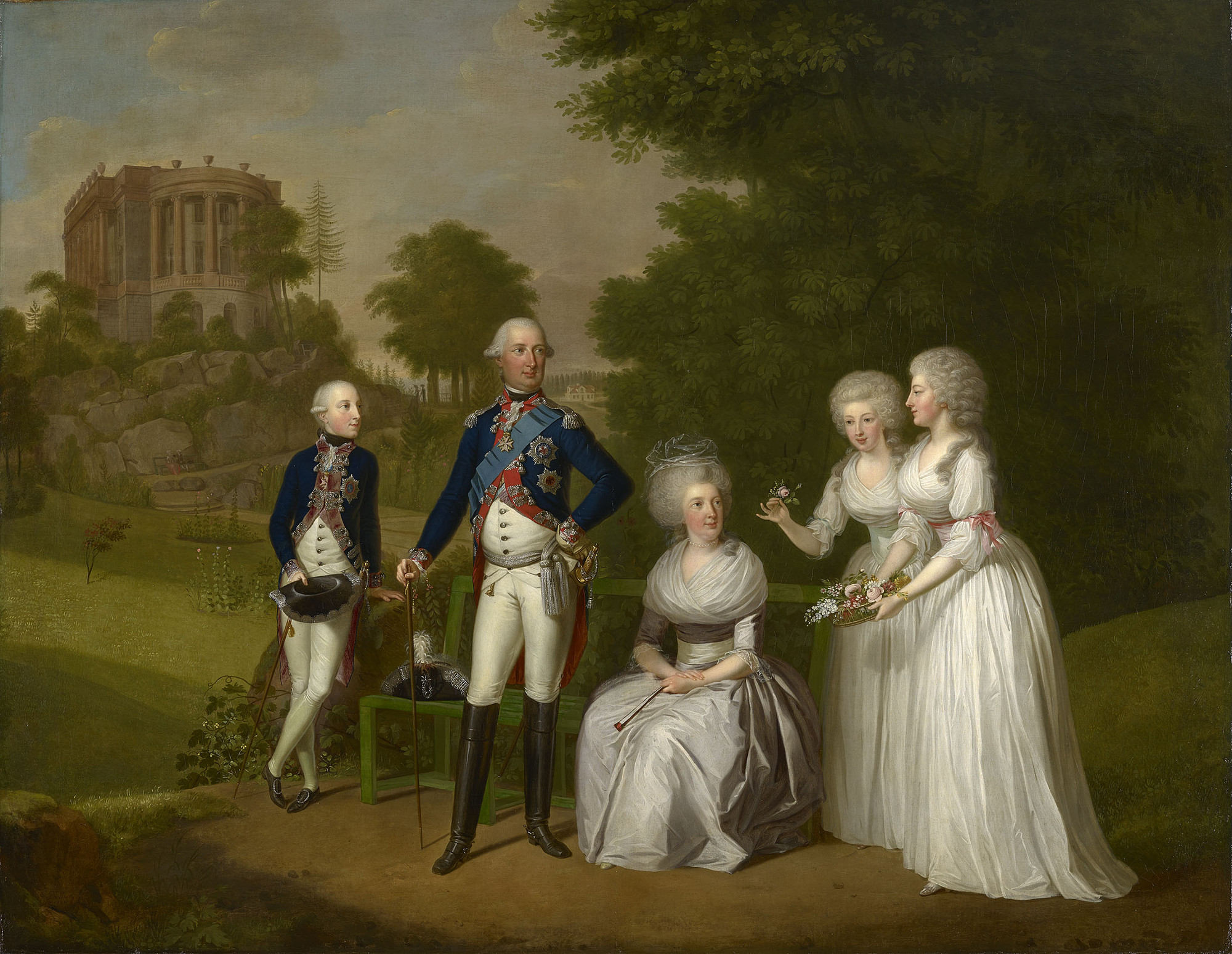
Wilhelm I, soția sa, Wilhelmine Caroline și copiii lor: Wilhelm, Friederika și Caroline

La 1 septembrie 1764, Wilhelm s-a căsătorit cu verișoara lui primară, Wilhelmina Caroline a Danemarcei și Norvegiei (1747–1820), care era a doua fiică a regelui Frederic al V-lea al Danemarcei și a reginei Louise. Ei s-au căsătorit la Palatul Christiansborg și au locuit timp de 20 de ani în principal în Danemarca.
Fratele mai mic al lui Wilhelm, Carol, s-a căsătorit în 1766 cu o altă verișoară primară a lor, Prințesa Louise a Danemarcei și Norvegiei.

### Domnie
Wilhelm a succedat în 1785 ca Landgraful Wilhelm al IX-lea de Hesse și în 1803 a fost ridicat la rang de Elector de Hesse-Kassel sub numele Wilhelm I. Mariajul a fost unul nefericit: Wilhelm a fost infidel și a avut multe amante, printre care cea mai notabilă a fost Karoline von Schlotheim, pe care el a numit-o contesă de Hessenstien.
În 1806 electoratul lui a fost anexat de regatul Westphalia, condus de Jérôme Bonaparte, fratele lui Napoleon. În urma înfrângerii armatei lui Napoleon în Bătălia de la Leipzig, Wilhelm a fost restaurat în 1813. A domnit până la moartea sa în 1821. A fost succedat de fiul său, Wilhelm. 

## Copii
Cu soția sa Prințesa Wilhelmina Caroline a Danemarcei și Norvegiei a avut patru copii:
- Marie Friederike (14 septembrie 1768 – 17 aprilie 1839), căsătorită la 29 noiembrie 1794 cu Alexius Frederick Christian, Duce de Anhalt-Bernburg; au divorțat în 1817
- Karoline Amalie (11 iulie 1771 – 22 februarie 1848), căsătorită în 1802 cu Augustus, Duce de Saxa-Gotha-Altenburg
- Friedrich (8 august 1772 – 20 iulie 1784)
- Wilhelm (28 iulie 1777 – 20 noiembrie 1847)

Cu metresa sa Charlotte Christine Buissine:
- Wilhelm de Heimrod (1775–1811)
- Karl de Heimrod (1776–1827)
- Friedrich de Heimrod (n/d 1777)
- Friedrich de Heimrod (1778–1813)

Cu metresa sa Rosa Dorothea Ritter (1759–1833):
- Wilhelm Karl de Hanau (1779–1856)
- George Wilhelm de Hanau (1781–1813)
- Philipp Ludway de Hanau (1782–1843)
- Wilhelmine de Hanau (1783–1866)
- Moritz de Hanau (1784–1812)
- Marie Sophie de Hanau (1785–1865)
- Julius Heinrich de Hanau (1786–1853)
- Otto de Hanau (1788–1791)

Cu metresa sa Karoline von Schlotheim (1766–1847):
- Wilhelm Friedrich de Hessenstein (1789–1790)
- Wilhelm Karl de Hessenstein (1790–1867)
- Ferdinand de Hessenstein (1791–1794)
- Karoline de Hessenstein (1792–1797)
- Auguste de Hessenstein (1793–1795)
- Ludwig Karl de Hessenstein (1794–1857)
- Friederike de Hessenstein (1795–1855)
- Wilhelm Ludwig (1800–1836)
- Friedrich Ludwig (1803–1805)
- Karoline de Hessenstein (1804–1891)